# The Boys Are Back in Town
The Boys Are Back In Town är en låt framförd av Thin Lizzy och skriven av Phil Lynott. Den utgavs 1976 på albumet Jailbreak och släpptes också som singel samma år. Den är troligen deras mest kända låt och har använts i mycket media. Låten har bland annat varit motiv för de två Toy Story-filmerna, och parodierats i Toy Story 2s slogan "The Toys Are Back In Town".